# 长芒锦香草
长芒锦香草（学名：Phyllagathis longearistata），为野牡丹科锦香草属下的一个植物种。